# Kašna pěti pramenů (Žďár nad Sázavou)
Kašna pěti pramenů ve Žďáru nad Sázavou. Symbolizuje 5 řek pramenící ve Žďárských vrších (Sázava, Svratka, Oslava, Doubrava, Chrudimka).
Váha kašny je 10 tun a autorem je akademický sochař Jiří Plieštik. Z kašny proudí celkem 84 malých trysek s vodou. V čase 7 - 22 hodin vždy minutu před celou začne hudebně-světelně-vodní show na kašně a blízké zvonkohře. Je hráno celkem 16 lidových melodií, v době vánoční 16 vánočních skladeb.

## Historie
Výroba kašny probíhala od dubna 2014 kameníky a kamenosochaři v Mrákotínském lomu. Opracovávali žulový blok o rozměrech 5 x 5 x 2,5 m s váhou přes 80 tun. Do poloviny října 2014 dokončovali kašnu přímo již na místě v centru města. Slavmostní zprovoznění proběhlo v rámci oslav zerokonstruovaného náměstí v sobotu 18. dubna 2015.